# Tai Ling
Tai Ling, all'anagrafe Zhou Ting (Huangshi, ...), è un'attrice cinese.
È l'attrice principale, per la prima volta, nel ruolo di Liu Hua in La stella che non c'è di Gianni Amelio (2006), presentato al Festival internazionale del film di Toronto.
Ha studiato per nove mesi a Perugia (Università per Stranieri di Perugia) per imparare l'italiano. Si è laureata in lingua italiana presso l'università di comunicazione della Cina a Pechino.